# Tlepok Wetan
Tlepok Wetan is een bestuurslaag in het regentschap Purworejo van de provincie Midden-Java, Indonesië. Tlepok Wetan telt 786 inwoners (volkstelling 2010).